# Рейсс, Игнатий Станиславович
Игна́тий Станисла́вович Рейсс (наст. имя — Ната́н Ма́ркович Порецкий) (1899 — 4 сентября 1937) — российский революционер, деятель советских спецслужб, разведчик, невозвращенец, открыто выступивший против сталинизма. Убит спецгруппой НКВД в Швейцарии.

## Ранние годы
Родился в местечке Подволочиск в Австро-Венгрии в еврейской семье. Первоначальное образование получил вместе со старшим братом во Львове. Со львовских времён имел ряд друзей, которые впоследствии станут советскими разведчиками. В годы Первой мировой войны посетил Лейпциг, где встречался с германскими социалистами. В 1918 г. вернулся в родное местечко, работал на железной дороге. Старший брат Порецкого был убит в 1920 г. во время советско-польской войны.
В 1919 г. Порецкий примкнул к коммунистическому движению в Польше, работал в Коминтерне. В 1920 г. посетил Москву, где женился, вступил в РКП(б) и вскоре стал сотрудником ВЧК.

## Карьера в ЧК-ОГПУ-НКВД
В 1920—1922 годах действовал во Львове (Польша), распространяя нелегальную литературу. В 1922 году был арестован и приговорён к 5 годам тюрьмы. Во время конвоирования бежал и через Краков перебрался в Германию. В 1922—1929 годах работал в основном в Западной Европе — в Берлине, Вене, Амстердаме. Контактировал со многими советскими разведчиками-нелегалами, в том числе Яковом Блюмкиным, Василием Зарубиным, Шандором Радо, а также Яном Берзиным. По просьбе Рихарда Зорге занимался подготовкой нелегалки Хеды Массинг. В 1927 году Порецкому было поручено создание разведывательной сети в Великобритании.
В 1929—1932 годах работал в Москве, официально в польской секции Коминтерна. Затем до 1937 года базировался в Париже. В июле 1937 года был отозван в СССР, но, зная судьбу многих дипломатов, сотрудников ИНО НКВД, военных атташе, которые вернулись в СССР, предпочёл остаться во Франции.
17 июля 1937 года выступил во французских газетах с открытым письмом, обличавшим политику Сталина (прежде всего массовые расстрелы) с левых позиций. «Только победа социализма освободит человечество от капитализма и Советский Союз от сталинизма», — писал Рейсс. После этого он с женой и сыном бежал в глухую швейцарскую деревню Финот кантона Вале, где скрывался около месяца. Затем семья Порецкого отправилась в Территэ кантона Во, а Рейсс 4 сентября решил встретиться с нелегалкой Элизабет Шильдбах, своей знакомой ещё по лейпцигским временам, в Лозанне. Поворот Рейсса приветствовал Лев Троцкий, получивший от него сведения о готовящемся покушении.

## Убийство
6 сентября 1937 года жена Порецкого узнала из газет, что несколькими днями ранее, ночью 4 сентября, на дороге из Лозанны в Пулли был найден труп мужчины с чехословацким паспортом на имя Ганса Эберхарда. Это был Игнатий Рейсс, убитый специально направленной из Москвы группой агентов НКВД под руководством С. М. Шпигельгласа. По сведениям А. Орлова, «когда Сталину доложили об „измене“ Рейсса, он приказал Ежову уничтожить изменника вместе с его женой и ребёнком. Это должно было стать наглядным предостережением всем потенциальным невозвращенцам». Рейсса убили агенты НКВД Борис Афанасьев (Атанасов) и Владимир Правдин (Абият).
В 1960 году Рейсс был реабилитирован[уточнить].

## Награды
- Орден Красного Знамени (1927)